# Elisabeth Klemm
Elisabeth Klemm (* 30. März 1938 in Göppingen) ist eine deutsche Kunsthistorikerin.

## Leben und Wirken
Elisabeth Klemm studierte Kunstgeschichte und Klassische Archäologie und promovierte 1972 an der Universität Wien. Zunächst arbeitete sie von 1972 bis 1974 als wissenschaftliche Assistentin an dieser Universität. Im Jahre 1974 wechselte sie an die Bayerische Staatsbibliothek München, wo sie lange Zeit in der Abteilung für Handschriften und Seltene Drucke tätig war.
Klemm hat sich durch zahlreiche Veröffentlichungen einen Namen gemacht, zu erwähnen sind insbesondere Handschriftenkataloge der Bayerischen Staatsbibliothek und Arbeiten zur mittelalterlichen Buchmalerei. Ihr Buch über das Evangeliar Heinrichs des Löwen erschien in 7. Auflage.

## Veröffentlichungen (Auswahl)
- Die Kanontafeln der armenischen Handschrift Cod. 697 im Wiener Mechitaristenkloster. In: Zeitschrift für Kunstgeschichte, Bd. 35 (1972), S. 69–99.

- Ein romanischer Miniaturenzyklus aus dem Maasgebiet (= Wiener kunstgeschichtliche Forschungen, Bd. 2). Holzhausen, Wien 1973 (Dissertation Universität Wien).
- Artes liberales und antike Autoren in der Aldersbacher Sammelhandschrift Clm 2599. In: Zeitschrift für Kunstgeschichte, Bd. 41 (1978), S. 1–15.
- Gab es eine Windberger Buchmalerei? In: Anzeiger des Germanischen Nationalmuseums, Jg. 1980, S. 7–29.
- Das sogenannte Gebetbuch der Hildegard von Bingen. In: Jahrbuch der kunsthistorischen Sammlungen in Wien, Bd. 74 (1978), S. 30–78.
- Der Bamberger Psalter. Reichert, Wiesbaden 1980, ISBN 3-88226-061-0.
- Die romanischen Handschriften der Bayerischen Staatsbibliothek. Vier Teile (= Katalog der illuminierten Handschriften der Bayerischen Staatsbibliothek, Bd. 3). Reichert, Wiesbaden 1980–1988.
- Ein illustriertes Reliquienverzeichnis in der Bayerischen Staatsbibliothek. Beitrag zur Passauer Buchmalerei des 14. Jahrhunderts. In: Helmut Engelhart (Hrsg.): Diversarum artium studia. Beiträge zu Kunstwissenschaft, Kunsttechnologie und ihren Randgebieten. Festschrift für Heinz Roosen-Runge zum 70. Geburtstag am 5. Okt. 1982. Reichert, Wiesbaden 1982, S. 75–104, ISBN 3-88226-146-3.
- Das Augsburger Sakramentar in München (ehemals Donaueschingen Ms. 193). In: Zeitschrift für Schweizerische Archäologie und Kunstgeschichte, Bd. 43 (1986), S. 17–26.
- (Hrsg.): Das Evangeliar Heinrichs des Löwen (= Ausstellungskatalog / Bayerische Staatsbibliothek, Bd. 47). Insel-Verl., Frankfurt/M. 1988, ISBN 3-458-32821-1 (7. Aufl. 1995).
- Beobachtungen zur Buchmalerei von Helmarshausen. Am Beispiel des Evangelistenbildes. In: Martin Gosebruch (Hrsg.): Helmarshausen und das Evangeliar Heinrichs des Löwen (= Schriftenreihe der Kommission für Niedersächsische Bau- und Kunstgeschichte bei der Braunschweigischen Wissenschaftlichen Gesellschaft, Bd. 4). Goltze, Göttingen 1992, S. 133–164, ISBN 3-88452-257-4.
- Zwischen Didaktik, Moral und Satire. Beobachtungen zu Tieren und Monstren in der Buchmalerei. In: Wiener Jahrbuch für Kunstgeschichte, Bd. 46 (1993/1994), S. 287–301.
- Der Schäftlarner Gratian und die Anfänge der Rechtsillustration [Bayerische Staatsbibliothek, Clm 17161]. In: Bibliotheksforum Bayern, Bd. 22 (1994), S. 204–220.
- Die illuminierten Handschriften des 13. Jahrhunderts deutscher Herkunft in der Bayerischen Staatsbibliothek. Zwei Bände (= Katalog der illuminierten Handschriften der Bayerischen Staatsbibliothek, Bd. 4). Reichert, Wiesbaden 1998, ISBN 3-89500-060-4.
- Die Darstellung von Heiligen als Thema der Psalterillustration. In: Frank Olaf Büttner (Hrsg.): The illuminated psalter. Studies in the content, purpose and placement of its images. Brepols, Turnhout 2004, S. 361–376 u. 553–556, ISBN 2-503-51465-0.
- Die ottonischen und frühromanischen Handschriften der Bayerischen Staatsbibliothek (= Katalog der illuminierten Handschriften der Bayerischen Staatsbibliothek, Bd. 2). Zwei Bände. Reichert, Wiesbaden 2004, ISBN 3-89500-348-4.
- Die Anfänge der romanischen Buchmalerei von Helmarshausen bis zur Mitte des 12. Jahrhunderts. In: Christoph Stiegemann (Hrsg.): Canossa 1077 – Erschütterung der Welt. Bd. 1. Hirmer, München 2006, S. 465–481, ISBN 3-7774-2865-5.
- (mit Hermann Hauke): Kommentar zur Faksimile-Edition der Handschrift Clm 30111 der Bayerischen Staatsbibliothek München [Das Gebetbuch Ottos III.]. Faksimile-Verlag, Luzern 2008, ISBN 978-3-85672-115-2.
- Das St. Emmeramer Evangeliar in Krakau für Heinrich IV. und Heinrich V. Das Selbstverständnis eines alten Reformklosters zur Zeit des Investiturstreits. In: Münchner Jahrbuch der bildenden Kunst, Bd. 59 (2008), S. 25–63.
- Schwerpunkte der Regensburger Buchmalerei im späten 12. und ersten Drittel des 13. Jahrhunderts. Anmerkungen zum Forschungsstand. In: Zeitschrift des Deutschen Vereins für Kunstwissenschaft, Bd. 63 (2009/2010), S. 9–45.
- Das Pariser Perikopenbuch (Bibliothèque nationale de France, ms. Lat 17325). Notizen und Überlegungen anlässlich der vor kurzem erschienenen Monographie von Andrea Worm. In: Scriptorium, Bd. 65 (2011), S. 109–122.
- Die künstlerische Gestaltung der Handschriften. In: Claudia Fabian (Hrsg.): Pracht auf Pergament. Schätze der Buchmalerei von 780 bis 1180 (= Ausstellungskataloge / Bayerische Staatsbibliothek, Bd. 86). Hirmer, München 2012, S. 47–57, ISBN 978-3-7774-5391-0.
- Das Titelbild zum Danielkommentar von Hieronymus in der vatikanischen Handschrift Pal. lat. 173. In: Codices manuscripti & impressi, Bd. 93/94 (2014), S. 7–38.